# Sutor Basket Montegranaro
La Sutor Basket Montegranaro Società Sportiva Dilettantistica a r.l. è una squadra di pallacanestro di Montegranaro (FM). Da non confondersi con la Poderosa Basket, altra squadra cittadina.
Fondata nel 1947 con il nome Società Sportiva Enzo Bassi ed iscritta per la prima volta ad un campionato locale nel 1955 con la demoniazione storica S.S. Sutor, dalla stagione 2006-07 alla stagione 2013-14 la Sutor ha militato nel campionato nazionale di Serie A prima di retrocedere e ripartire dal campionato di Promozione per problemi di natura economica. 
Dopo la nascita nel 2017 di un comitato di tifosi ed imprenditori locali (comitato Coming Back Sutor) ha mutato la denominazione in quella attuale.
Attualmente la squadra disputa il campionato di serie C.

## Storia

### Gli esordi
La pallacanestro approdò per la prima volta a Montegranaro negli anni trenta quando dei giovani montegranaresi si avvicinarono a questo sport nel “Campetto dei Tigli”. Nel 1947 si ebbe la prima associazione del dopoguerra, la Società Sportiva “Enzo Bassi”. In seguito, nel 1955 nacque la Società Sportiva Sutor; Sutor in latino significa ciabattino: venne scelto questo nome dal parroco del paese Don Gaetano Campanelli in onore della tradizione calzaturiera di Montegranaro. La squadra si distinse a livello regionale e interregionale, lottando tra serie B e serie C, sfiorando la promozione in Serie A2 nel 1985. A quei tempi le partite si giocavano nel "campo dei tigli", all'aperto, esposto alle intemperie specialmente durante il periodo invernale.
Venne promossa in Serie B1 nella stagione 1998-99. Da qui inizia la scalata, sotto lo sponsor "Premiata". La formazione veregrense, allenata da Antonio Bocchino, salì per la prima volta in A2 nel 2001-02. Scelte sbagliate e inesperienza la fecero retrocedere ma nella stagione 2003-04 la Sutor, allenata prima da Gebbia e poi presa in corsa da Stefano Pillastrini, riuscì a conquistare di nuovo la Legadue sconfiggendo la Nuova Sebastiani Rieti 2-1 in una finale in cui per 3 volte venne ribaltato il fattore campo.

### 2004-2006 Legadue
Nella stagione 2004-05 la Sutor è la rivelazione del campionato tanto da riuscire ad arrivare in finale come neopromossa, e giocarsi l'accesso in Serie A contro la Virtus Bologna dalla quale viene però sconfitta 3-0.
Nella stagione 2005-06 guidata dal “professore” Randolph Childress, forte di giovani talenti come Valerio Amoroso, Luca Vitali, Matteo Canavesi e Giuliano Maresca (tutti nel giro della Nazionale sperimentale), dell'esperto capitano Óscar Chiaramello e rinforzata dal tedesco Misan Nikagbatse (giunto a febbraio), la Sutor arriva 7ª alla fine della regular season, nonostante tanti infortuni la perseguitino fino a marzo.
Nei playoff supera, sempre col fattore campo a sfavore, la Coopsette Rimini (3-1 ai quarti), la JuveCaserta (3-2 in semifinale) e la Real Sebastiani Rieti (3-1 in finale) raggiungendo così la promozione in serie A il 4 giugno 2006.

### 2006-2007 Serie A
La Sutor fa il suo esordio in Serie A al PalaSavelli di Porto San Giorgio l'11 ottobre 2006 battendo la Lottomatica Roma di Jasmin Repeša e Dejan Bodiroga. Confermato il gruppo artefice della promozione, con gli innesti di Jobey Thomas, Ron Slay e in febbraio di Aloysius Anagonye, guidata ancora da Randy Childress e in panchina da Stefano Pillastrini, la Sutor Premiata Montegranaro si dimostra una bella realtà: l'eccellente programmazione da parte della società e la fiducia in giovani promesse italiane, unite all'esperienza del coach e alla serietà dimostrata dai giocatori, fanno sì che al primo tentativo Montegranaro riesca a qualificarsi alla fine del girone d'andata tra le prime 8 in graduatoria, partecipando quindi alla "Final Eight" di Coppa Italia (battuta nei Quarti di Finale dall'Armani Jeans Milano). Alla fine concluderà il Campionato al 9º posto, sfiorando la partecipazione ai play-off, mancati per un soffio all'ultima giornata, in casa contro Teramo.

### 2007-2008 Serie A
Dopo l'addio di Pillastrini, in estate la panchina viene affidata ad Alessandro Finelli, coach di scuola Fortitudo Bologna proveniente da Montecatini, con molte esperienze in Legadue ed una sola apparizione in Serie A (2001-02 con l'Andrea Costa Imola). Il roster della stagione 2007-08 fa affidamento su Jobey Thomas (UNC Charlotte, unico americano confermato), cui vengono affiancati il playmaker Kiwane Garris (Illinois, proveniente dall'Olimpia Milano), la Guardia Ricky Minard (Morehead State, proveniente dalla Pallacanestro Reggiana) e come ala-centro Sharrod Ford (Clemson, proveniente dall'Alba Berlino); poi l'argentino di passaporto italiano Demián Filloy (da Basket Rimini) ed i giovani Andrea Cinciarini (da Basket Pistoia) e Luca Lechthaler (in prestito dalla Mens Sana Basket Siena). La squadra è completata dal capitano Valerio Amoroso, Luca Vitali, Matteo Canavesi e dal ceco David Šteffel.
Dopo un buon inizio, Montegranaro per il secondo anno consecutivo rientra fra le prime 8 squadre al termine del girone d'andata e partecipa dunque alla "Final Eight" di Coppa Italia dove stavolta viene eliminata dall'Air Avellino.
Dopo aver toccato anche il secondo posto in classifica dietro soltanto alla Montepaschi Siena, Campione d'Italia, alla fine della regular season la Sutor è quarta, a soli 2 punti da Roma e Avellino, accedendo per la prima volta ai play off scudetto. Qui si deve arrendere all'esperienza e alla maggiore lucidità dell'Olimpia Milano, vincitrice per 3-2 con due vittorie al PalaSavelli, mentre la Premiata si era tolta la soddisfazione di andare a vincere gara-4 al Mediolanum Forum di Milano.
Il quinto posto finale vale la qualificazione diretta in Uleb Cup (alla quale poi Montegranaro deciderà di rinunciare).

### 2008-2009 Serie A
La Premiata nella stagione 2008-09 riparte dal rinnovo di Kiwane Garris, cui si uniranno gli americani Darius Rice e Bryce Taylor e l'Australiano Wade Helliwell, dalla conferma di Demián Filloy e dagli acquisti di Daniele Cavaliero e Óscar Chiaramello, quest'ultimo tornato dopo aver portato la Premiata in Serie A e trascorso due anni tra B1 e Legadue col Pistoia Basket 2000. Il roster viene completato dai giovani Nicola Temperini e Marco Portannese dalla Mens Sana Siena.
I grandi protagonisti della stagione precedente non ci sono più: Luca Vitali e Jobey Thomas finiscono all'Armani Jeans Milano, insieme al General Manager Lucio Zanca; Sharrod Ford va alla Virtus Bologna; il capitano Valerio Amoroso viene ceduto al Teramo Basket; Ricky Minard resta in attesa di un team che gli consenta di giocare le Coppe Europee; il promettente Luca Lechthaler rientra alla Mens Sana Siena per fine prestito; Andrea Cinciarini va a fare esperienza nella Nuova Pallacanestro Pavia in Legadue; Matteo Canavesi, dopo due gravi infortuni al ginocchio, si trasferisce all'Andrea Costa Imola in Legadue.
L'estate trascorre nell'attesa di veder arrivare una grande stella NBA, Shawn Kemp, fermo da 5 anni ma intenzionato a tornare a giocare in Europa scegliendo proprio la Premiata Montegranaro. "The Rainman" sbarca in Italia il 6 settembre dopo una serie di rinvii ed un'attesa protrattasi per 22 giorni, gioca 3 amichevoli e riparte il 15 settembre per ritirare il visto consolare a Houston, senza fare più ritorno. Inizia da questo momento una nuova strategia della società che prima trova l'accordo con l'ex Pallacanestro Biella Brandon Hunter, quindi taglia Darius Rice e richiama dagli States Ricky Minard, completando il roster a 2 giorni dall'inizio del campionato con Simone Flamini svincolatosi a causa dell'esclusione dell'Orlandina Basket.
La Sutor Montegranaro finirà la stagione al dodicesimo posto, con all'attivo 12 vittorie e 18 sconfitte.

### 2009-2010 Serie A

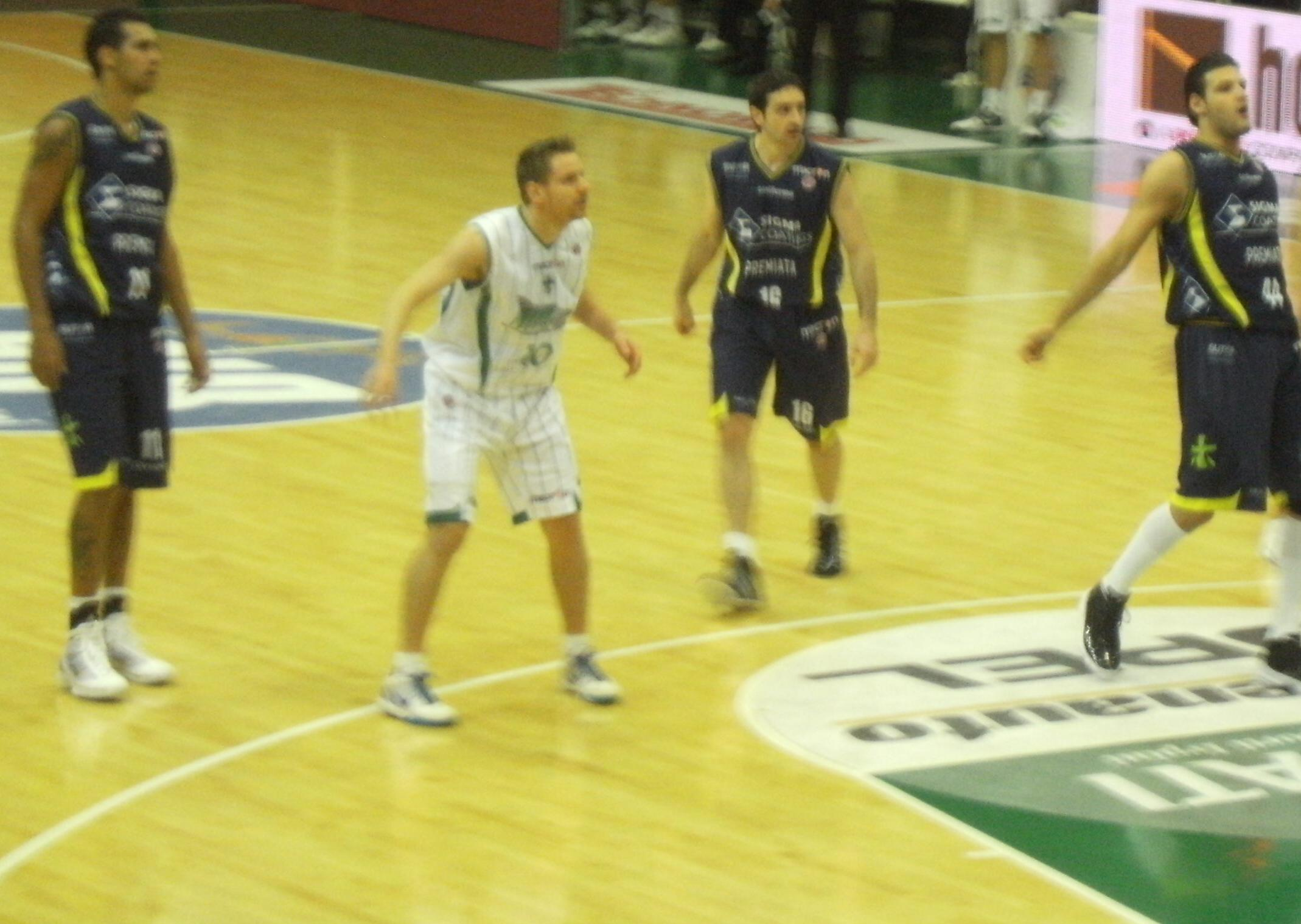
Fase di gioco di Avellino - Montegranaro, presso il PalaDelMauro di Avellino

Dopo l'addio di Alessandro Finelli arriva in panchina Fabrizio Frates.
La dirigenza e il general manager Gianmaria Vacirca devono ricostruire la squadra dopo l'addio di numerosi giocatori. In cabina di regia viene preso il promettente play Anthony Maestranzi dall'Aurora Basket Jesi in Legadue e ritorna in squadra dopo un anno di prestito Andrea Cinciarini. Nel ruolo di guardia viene confermato Daniele Cavaliero, dal quale ci si attende un pronto riscatto dopo la deludente stagione appena trascorsa, e viene ingaggiato Robert Hite che però non riesce ad integrarsi con l'ambiente e viene ceduto dopo poche partite.
Per il ruolo di ala vengono ingaggiati Marquinhos e Michele Antonutti proveniente da ottime stagioni alla Snaidero Udine. Nel ruolo di ala grande vengono confermati Dejan Ivanov e Demián Filloy, ma il vero colpo viene messo a segno con l'ingaggio di Greg Brunner proveniente da una buona stagione nell'Angelico Biella, che andrà a ricoprire il ruolo di pivot insieme a Luca Lechthaler, nuovamente in prestito dalla Mens Sana Siena.
La squadra inizia il campionato con un rendimento altalenante, ma conclude il campionato al sesto posto grazie anche a una striscia di 10 vittorie consecutive. Nei play-off affronta nuovamente l'Olimpia Milano che si aggiudica la serie per 3-0.

### 2010-2011 Serie A
Nell'estate del 2010 torna in panchina Stefano Pillastrini, affiancato dal viceallenatore Vincenzo Cavazzana.
La società e il general manager Gianmaria Vacirca vogliono ridare entusiasmo alla calorosa tifoseria dopo un anno buono sotto l'aspetto del risultato ma meno per quanto riguarda lo spettacolo e il gioco. Con un grosso sacrificio la dirigenza riesce a riportare a Montegranaro Sharrod Ford "eroe" della stagione 2007-2008 con la casacca gialloblu.
A luglio del 2010 arrivano anche Allan Ray e Bobby Jones. Il primo viene da un brutto infortunio che lo ha tenuto fermo per tutta la scorsa stagione ma il suo talento è indiscutibile mentre il secondo arriva da Teramo dove si è dimostrato un po' discontinuo nel rendimento ma con ottime qualità atletiche. Il resto del gruppo è formato da Anthony Maestranzi, Andrea Cinciarini (capitano), Daniele Cavaliero, Dejan Ivanov, Matteo Canavesi, Michele Antonutti e Kristof Ongenaet, questo per dimostrare che la dirigenza come sempre crede nei giovani, soprattutto se italiani.
Il 21 novembre del 2010 alla sesta giornata di campionato ottiene un risultato storico sbancando per 77-79 il Futurshow Station di Bologna battendo la Virtus Pallacanestro Bologna.
Il 16 gennaio del 2011 vince a Biella per 78-86 conquistando così le Final Eight come 4º classificata alla fine del girone di andata. Le Final Eight si disputeranno al Palasport Olimpico di Torino dal 10-13 febbraio e Montegranaro parteciperà per il quinto anno consecutivo.
Il 23 gennaio 2011 gioca contro Sassari la sua 150ª partita in Serie A vincendo per 80-81 al Palasport Roberta Serradimigni.
Il 31 gennaio 2011 arriva per un periodo di prova dal Caja Laboral Vitoria il giovane serbo Dejan Musli. Dopo questo periodo le due società si accorderanno per un eventuale prestito, ufficializzato l'8 febbraio.
Il 10 febbraio del 2011 per la prima volta nella sua storia approda alle semifinali di Final Eight battendo nei quarti la Virtus Bologna per 82-73. In semifinale viene battuta dalla Montepaschi Siena con il punteggio di 80-67. Il 28 febbraio 2011 viene ingaggiata la guardia Ryan Toolson in uscita dalla Benetton Treviso e interrotto il contratto con Bobby Jones.
Il 1º marzo tramite un comunicato ufficiale il presidente Tiziano Basso dichiara finita la collaborazione con la gestione del PalaSavelli.
Il 19 marzo 2011 viene ingaggiato Shammond Williams a causa del prolungato infortunio di Anthony Maestranzi. Il 28 marzo 2011 arriva con un contratto quadriennale Valerio Mazzola dal Basket Club Ferrara. Il 24 aprile l'allenatore Stefano Pillastrini viene esonerato dall'incarico. Il 25 aprile Sharon Drucker viene nominato nuovo allenatore.
Il 29 aprile viene ingaggiato P.J. Tucker dall'Aris Salonicco..
Chiude la stagione al 13º posto in classifica salvandosi all'ultima giornata di campionato in virtù della sconfitta di Teramo sul campo della Virtus Bologna all'ultimo secondo.

### 2011-2012 Serie A
Viene confermato l'allenatore Sharon Drucker che dovrà costruire una squadra competitiva insieme alla società in vista del trasferimento al PalaRossini di Ancona.
Il capitano Andrea Cinciarini andrà a Cantù mentre Daniele Cavaliero e Anthony Maestranzi si accaseranno altrove.
Intanto nel ruolo di playmaker la Sutor firma il giovane talento dominicano Édgar Sosa proveniente da un'ottima stagione a Biella..
Il 9 luglio 2011 viene ingaggiato il veterano Sandro Nicević..
Il 12 luglio viene ingaggiata la guardia Jerel McNeal..
Il 16 luglio arriva con un accordo biennale il playmaker Fabio Di Bella..
Il 18 luglio si completa il reparto lunghi firmando il ritorno del pivot Greg Brunner..
Il 19 agosto viene ufficializzata l'ala piccola che sarà Tariq Kirksay.. Il 20 agosto, giorno del ritrovo per il ritiro della squadra, si unisce al gruppo il giovane lituano Deividas Pukis classe 1992 per un periodo di prova..
Il 5 settembre durante i FIBA Americas Championship si infortuna gravemente Édgar Sosa..
A fine settembre arrivano lo statunitense Coby Karl e il playmaker serbo Ivan Zoroski.
Il 15 novembre viene ufficializzato l'esonero di Sharon Drucker e l'ingaggio di Giorgio Valli in qualità di capo-allenatore.
Il 13 gennaio 2012 viene rescisso il contratto con Greg Brunner.. Il pivot si trasferisce alla Bennet Cantù. Il 9 febbraio 2012 viene rescisso anche il contratto con l'ala Michele Antonutti che verrà ceduto a Reggio Emilia..
Dopo le cessioni viene ingaggiato il pivot Sean May che dal 14 febbraio 2012 è un giocatore della Sutor Montegranaro..
Ottiene la salvezza con 24 punti classificandosi al 15º posto al termine della stagione regolare.

### 2012/2013 Serie A
Al termine di un'annata conclusa con una salvezza e con problemi dettati dalla perdita di interesse da parte dell'attuale main sponsor, la Sutor decide di ripartire arruolando in società figure emergenti, proprio con quelle idee che l'hanno portata al successo nel Basket Italiano. Infatti dal 26 giugno 2012 il nuovo General Manager della Sutor Montegranaro sarà Alessandro Santoro in arrivo dal Basket Barcellona..
Il 10 luglio 2012 viene ufficializzato come nuovo allenatore Carlo Recalcati

### 2013-2014 Serie A
La stagione 2013-14 vede ancora una volta la Sutor lottare per non retrocedere, priva peraltro, nel girone di ritorno, di molti giocatori stranieri come l'ex Knicks Mardy Collins, ceduto dopo poche partite all'Olympiakos, e Josh Mayo. Nonostante per quasi tutta la stagione Montegranaro fosse avanti in classifica, proprio all'ultima giornata è scavalcata da Pesaro e conclude così il campionato di serie A all'ultimo posto, retrocedendo sul campo in Serie A2. Dopo la fine della stagione regolare, la società è inoltre penalizzata di 3 punti in classifica per la stagione successiva a causa dei ritardi nei pagamenti.
Benché avesse presentato istanza di ripescaggio in serie A, a seguito della scomparsa della Mens Sana Siena, Montegranaro non si iscrive al campionato di A2 e, dopo un tentativo di ripartire dalla C Regionale, ricomincia dalla Promozione marchigiana, campionato che disputerà nella stagione 2014/2015. La Sutor scompare così dal basket professionistico.

## Rivalità
Ormai è storica la rivalità con la Sebastiani Rieti. Dalla stagione 2001-02 le due squadre si sono scontrate 25 volte tra regular season e play-off: la Sutor, che ha vinto la maggior parte degli incontri, ha eliminato Rieti nella finale play-off B1, nei quarti play-off di Legadue del 2004-05, nella finale Playoff di Legadue del 2005-06: nel computo totale, ad oggi, è in vantaggio per 15 vittorie contro le 10 dei reatini. Altra rivalità è con la Victoria Libertas Pesaro, con la quale si gioca il derby delle Marche. Curiosamente, l'ultimo capitano della Sutor è stato il pesarese (ed ex Vuelle) Daniele Cinciarini, fratello di Andrea, playmaker della Nazionale italiana, anch'egli in forza per due anni a Montegranaro.
La tifoseria della Sutor è inoltre gemellata con quella della Janus Fabriano.

## Palazzetto
La squadra utilizza come impianto di gioco il palazzetto cittadino conosciuto con il nome di "Bombonera" e sito in via Martiri D'Ungheria.
Negli anni gloriosi della seria A, disputava le proprie partite casalinghe al PalaSavelli di Porto San Giorgio.
Per le stagioni 2011-12 e 2012-13 (escluse le ultime due partite casalinge) la Sutor ha utilizzato il PalaRossini di Ancona, dove si era trasferita per disguidi con i gestori del PalaSavelli e per motivi economici. Risolte le problematiche, si è poi optato per un ritorno nel fermano.

## Roster 2021-22
- Allenatore:  Damiano Cagnazzo
- Ass. Allenatore:  Emanuele Mazzalupi